# Johannes Hettlinger
Johannes Hettlinger  (* vor 1452; † 26. Mai 1489 in Rapperswil) war Stadtschreiber von Rapperswil, Anführer der  proeidgenössischen Kräfte und des Aufstands gegen Habsburg-Österreich.

## Biografie (Zusammenfassung)
Biografische Daten sind nur wenige gesichert, vermutlich war Johannes Hettlinger der (uneheliche) Sohn der Hettlinger aus Winterthur oder Hettlingen. Aufgewachsen ist er in den Wirren des Alten Zürichkriegs (1440–1446/50).

## Werdegang
Erstmals erwähnt wird Johannes Hettlinger 1452, als er vermutlich bereits Rapperswiler Stadtschreiber war. Mit dem Schiedsspruch von Einsiedeln am 13. Juli 1450, dem formellen Ende des Alten Zürichkriegs, blieb Rapperswil hoch verschuldet und hoffte vergeblich auf finanzielle Unterstützung von Seiten Habsburg-Österreichs. Daher vertrauten einige Rapperswiler unter Führung ihres Stadtschreibers auf ein Bündnis mit den eidgenössischen Orten und zettelten im Spätsommer 1456 einen Aufstand an.
Die Unruhen endeten nach dem Zürcher Schiedsgericht vom 21. Dezember 1457 zwar mit dem Treueschwur Rapperswils gegenüber Habsburg-Österreich, doch von einer eigentlichen Rückkehr unter habsburgischen Schirm konnte nicht die Rede sein. Als Anhänger und Anführer der Bewegung, die eine Loslösung Rapperswils von Habsburg-Österreich und den Beitritt zur Alten Eidgenossenschaft befürwortete, wurde Hettlinger 1456 für zehn Jahre verbannt. Hettlinger verfasste später über die Unruhen von 1456/57 einen Rechtfertigungsbericht, der jedoch nur fragmentarisch erhalten ist. Die Rapperswiler Unruhen von 1456/57 sind erstaunlich gut dokumentiert, doch liegen die verschiedenen Akten verstreut in Schweizer Archiven und im Tiroler Landesarchiv Innsbruck, weshalb diese Unruhen noch nicht systematisch untersucht wurden.
Als die eidgenössischen Truppen von Uri, Schwyz und Unterwalden nach dem sogenannten Plappartkrieg am 20. September 1458 aus Konstanz heimkehrten, begehrten sie in Rapperswil Einlass und führten den Sieg der proeidgenössischen Partei herbei. Ende 1458, nachdem sich die Rosenstadt der Eidgenossenschaft angeschlossen hatte, wurde Hettlinger wieder in sein Amt eingesetzt. Seiner Initiative sind die ersten Blutgerichtsprotokolle, das Regimentsbuch und das erste Neubürgerverzeichnis der Stadt Rapperswil zu verdanken.
Am 20. September 1460 liessen die Bürger von Unterwalden und Rapperswil von Stadtschreiber Hettlinger in Rapperswil den Absagebrief an Herzog Sigismund aufsetzen. Im gleichen Jahr beteiligten sich Rapperswiler mit den sieben eidgenössischen Orten Zürich, Luzern, Uri, Schwyz, Unterwalden, Zug und Glarus an der Eroberung des österreichischen Thurgau (Landgrafschaft Thurgau).
Am 10. Januar 1464, kurz nach dem Tod Herzog Albrechts VI. und der Machtübernahme seines Vetters Herzog Sigmund, verfasste Johannes Hettlinger den Schirmbrief mit Uri, Schwyz, Unterwalden und Glarus, der bis 1798 bestand.
Ein Exemplar des ältesten Zürcher Druckerzeugnisses im Staatsarchiv des Kantons Zürich, ein Ablassbrief zum «Besten des Kampfes gegen die Türken und der Verteidigung von Rhodos» des Druckers Sigmund Rot, 1481 handschriftlich ausgestellt für Fridolin Äbli bzw. Johannes Hettlinger, könnte dem Rapperswiler Stadtschreiber gehört haben.
Am 26. Mai 1489 wurde Johannes Hettlinger anlässlich eines Aufruhrs gegen das Stadtregime in Rapperswil enthauptet.